# Provincia dell'Ogliastra
La provincia dell'Ogliastra (provìncia de s’ Ollastra o provìntzia de s’ Ogiastra in sardo) è  una provincia italiana della Sardegna, avente come capoluoghi Tortolì (il comune più popoloso del territorio provinciale) e Lanusei. Comprende il territorio della sub-regione barbaricina dell'Ogliastra, situata nella zona centro-orientale della Sardegna e affacciata a sud e a est sul mar Tirreno.
Istituita nel 2001 per distacco dalla provincia di Nuoro, è stata attiva una prima volta tra il 2005 e il 2016, poi soppressa, re-istituita con la riforma degli enti locali sardi del 2021 e rientrata in funzione nel 2025.

## Dati
La provincia conta  ventidue comuni e si estende per 1854 km² (il 7,7% del territorio sardo). Risulta essere la provincia meno popolata d'Italia.

## Geografia fisica

### Territorio

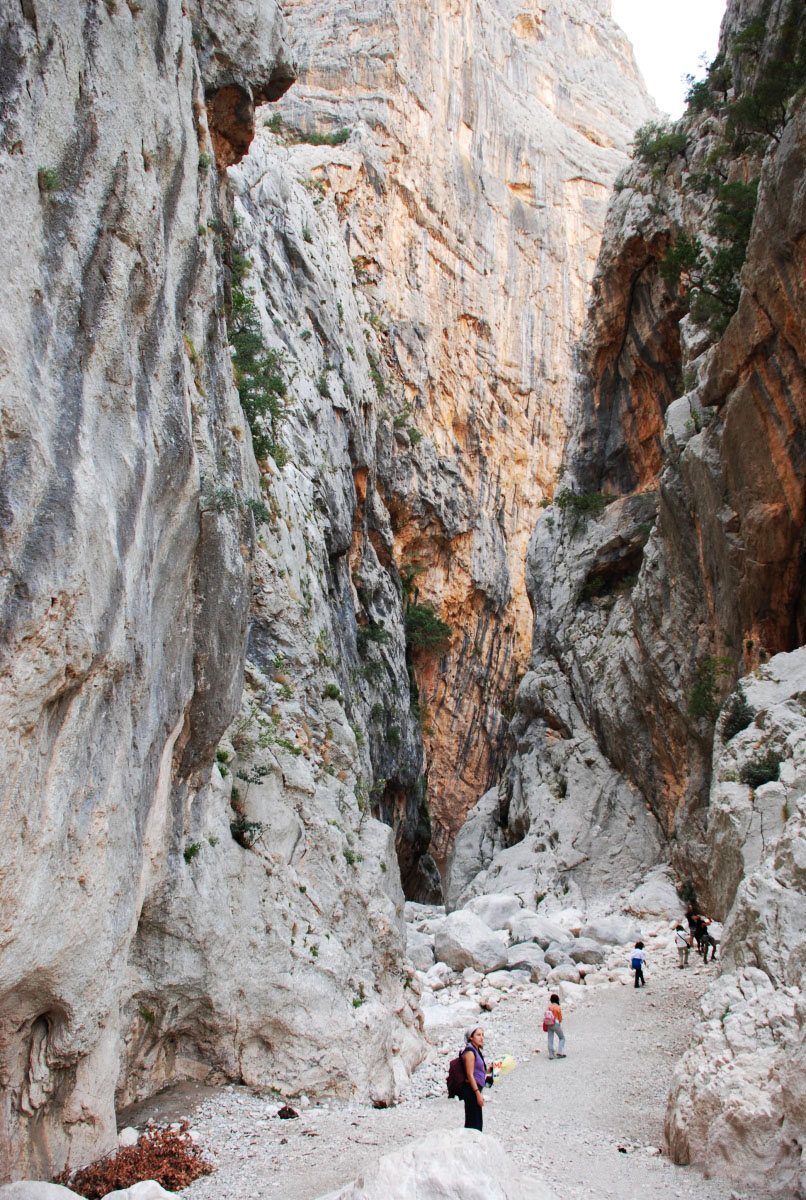
La gola di Gorroppu

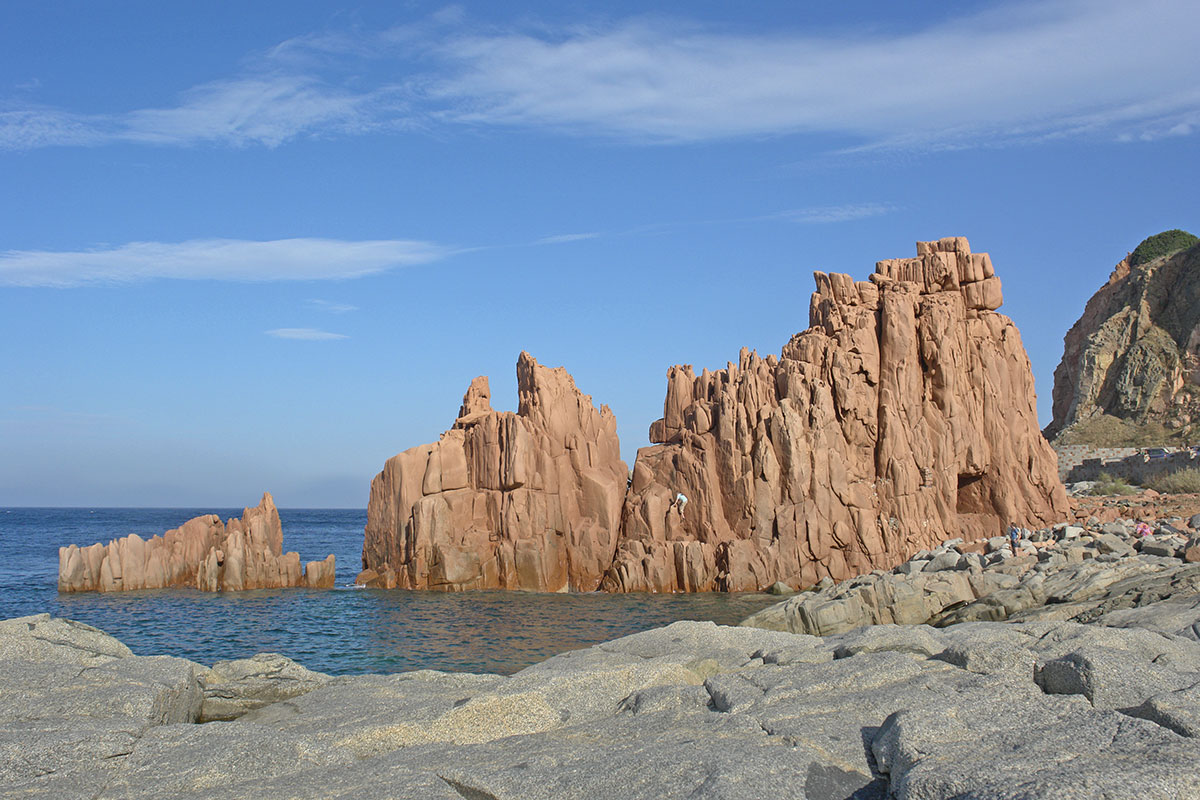
Le rocce rosse di Arbatax

Fanno parte del territorio provinciale:
- i due laghi del Flumendosa
- parte del massiccio del Gennargentu con la punta più alta di "La Marmora", 1 834 m, in territorio di Arzana,
- a nord est il Supramonte di Urzulei e Baunei,
- a ovest gli altopiani carsici detti tonneri di Seui,
- a ovest i tacchi di Osini, Ulassai e Jerzu;
- a est la pianura di Pelau di Jerzu e Cardedu,
- a sud ovest l'altopiano di "su Pranu" di Perdasdefogu,
- a sud est il massiccio di monte Ferru di Tertenia e Gairo,
- a est le coste di Baunei, Lotzorai, Tortolì, Bari Sardo, Cardedu, Gairo e Tertenia.

### Monumenti naturali
- Scala di San Giorgio
- Perda 'e Liana di Gairo
- Perda Longa di Baunei
- Punta Goloritze
- Su Sterru
- Gola di Gorroppu Urzulei

### Alberi monumentali
L'Ogliastra è la zona con il numero maggiore di alberi monumentali in Sardegna, ne sono stati censiti nel dicembre 2017 ben 116, le tipologie sono variegate, dai tassi ai peri domestici, sino ad arrivare alle viti millenarie. Qui sotto menzioniamo solo alcuni tra gli alberi più importanti del territorio:
Nel territorio di Urzulei in località Costa Silana, è presente il leccio più grande del Mediterraneo, con un'altezza di 25 metri e 10 metri di circonferenza al fusto.
Sempre a Urzulei in località Sandalu è presente una vite millenaria tra le più longeve al mondo.
Nel territorio di Ulassai in località Abba Frida, è presente il terebinto più grande d'Italia, con un'altezza di 10 metri e una circonferenza di 2 metri e mezzo al fusto.
Nel territorio di Arzana in località Tedderie, si trovano alcuni tra i tassi più antichi d'Europa.
Vanno menzionati anche gli olivastri millenari di Baunei, località Santa Maria Navarrese.

### Flora
In Ogliastra esistono diversi complessi forestali che gestiscono un'unica ed imponente foresta, che va dalle montagne di Talana a quelle di Tertenia, con un'estensione boschiva pari a 28141 ettari, ricadente in 11 comuni. A questa si somma la superficie di parte del Supramonte Ogliastrino di Baunei e Urzulei che in tutto conta di 16mila ettari. L'Ogliastra con una superficie totale di 44mila ettari di foresta ad alto fusto, è considerata tra i territori più boschivi in Italia. In diverse parti di queste antichissime foreste si sono conservate nei secoli una straordinaria varietà di piante e di fiori, diverse specie sono autoctone e già dagli inizi degli anni 1990 sono state oggetto di studio a livello scientifico, si menziona lo straordinario caso dell'Elicriso, pianta non autoctona ma che nel territorio di Arzana, a oltre i 1500 metri s.l.m ha sviluppato proprietà necessarie alla lotta contro il cancro e dalla quale è stato estratto il principio attivo dell'arzanolo e del talanolo, anche l'Hypericum scrugli (in questo caso autoctono delle montagne dei tacchi di Ulassai e Osini) che è ancora oggetto di studio per la lotta contro l'HIV. 
Sempre nel tacco nel territorio di Osini, al confine con quello di Ulassai, era presente la Dactylorhiza elata, un'orchidea autoctona rarissima, purtroppo dichiarata estinta nel 2025.

### Fauna
Come per quanto riguarda il discorso delle piante così la fauna è variegata e caratterizzata da specie rare e autoctone, si va dal muflone al cinghiale sardo, al cervo sardo per arrivare a pipistrelli rari e autoctoni come Plecotus sardus presente solo nei territori di Baunei.
Nelle grotte di Ulassai è stato scoperto una specie autoctona di scorpione bianco, ribattezzato col nome di Sardoscorpius troglophilus.

### Grotte
- Grotta su Marmuri di Ulassai è la più imponente dell'isola e tra le più imponenti d'Europa.
- Grotta Matzeu di Ulassai
- Grotta di Serbissi di Osini
- Grotta del Fico di Baunei
- Grotta di Taccu Isara Gairo Sant'Elena
- Grotta Su Palu (sistema carsico Codula Ilune)
- Grotta Donini
- Grotta Sa Rutta ‘e S’Edera

### Parchi
- Parco nazionale del Golfo di Orosei e del Gennargentu
- Parco dei Tacchi d'Ogliastra
- Parco naturale Bruncu Santoru a Perdasdefogu

### Cascate

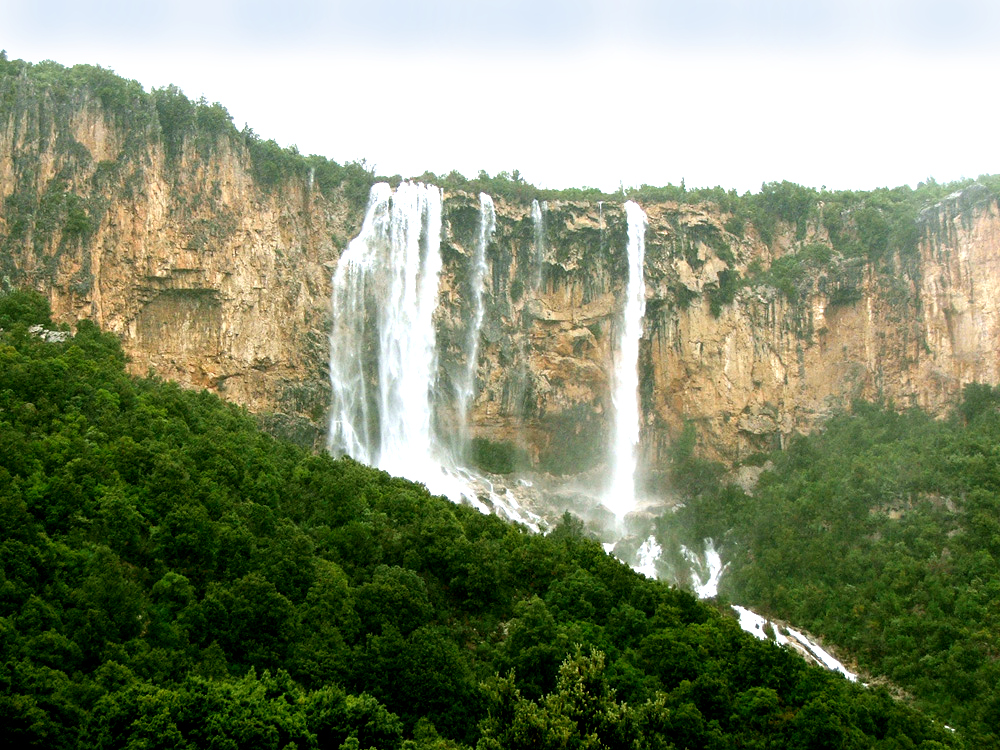
Cascate di Lequarci

- Cascate di Lequarci a Ulassai sono considerate le cascate più imponenti della Sardegna, e tra le più imponenti d'Italia.
- Cascate di Lecorci a Ulassai
- Cascate di Middai a Seui
- Cascate di Pirincanes ad Arzana
- Cascata di Bacu sa Figu a Talana
- Cascate di Sothai a Villagrande Strisaili
- Cascate di Luesu a Perdasdefogu
- Cascate di Is caccausu a Ussassai
- Cascate di Su cunnu e s'ebba a Urzulei

## Infrastrutture e trasporti

### Strade
Questa zona della Sardegna ha sofferto a lungo di un isolamento causato dalla carenza infrastrutturale: sino agli anni ottanta dell'Ottocento questa zona non era raggiunta né dalle strade né dalle linee ferrate. Tale situazione nei primi decenni del XXI secolo è invece superata dalla presenza di un discreto numero di strade statali che garantiscono i collegamenti con i principali centri della regione di Cagliari e Olbia.
Di grande importanza, tale da rompere il millenario isolamento dell'Ogliastra, è la non ancora completata Nuova SS125 Cagliari-Tortolì. Le strade statali che attraversano l'ex territorio della provincia sono:
- Orientale Sarda: Cagliari – Tortolì – Lotzorai – Olbia (SS) - Arzachena (SS) - Palau (SS).
- Orientale Sarda: Tortolì – Arbatax.
- di Seui e Lanusei: Serri (CA) - Nurri (CA) - Seui – Ussassai – Lanusei – Tortolì.
- Strada statale 389 di Buddusò e del Correboi
- Strada statale 389 SSV Nuoro-Lanusei
- di Bari Sardo: Lanusei – Loceri – Bari Sardo.

### Porti
Ad Arbatax è presente un porto, da cui salpano navi dirette a Genova e a Civitavecchia.

### Aeroporti
A Tortolì è presente uno scalo aeroportuale di 3º livello che non era più attivo al momento della dismissione della provincia e che nel 2022 è stato riattivato all'aviazione generale, con voli per aerei con un massimo di 12 posti.

### Ferrovie

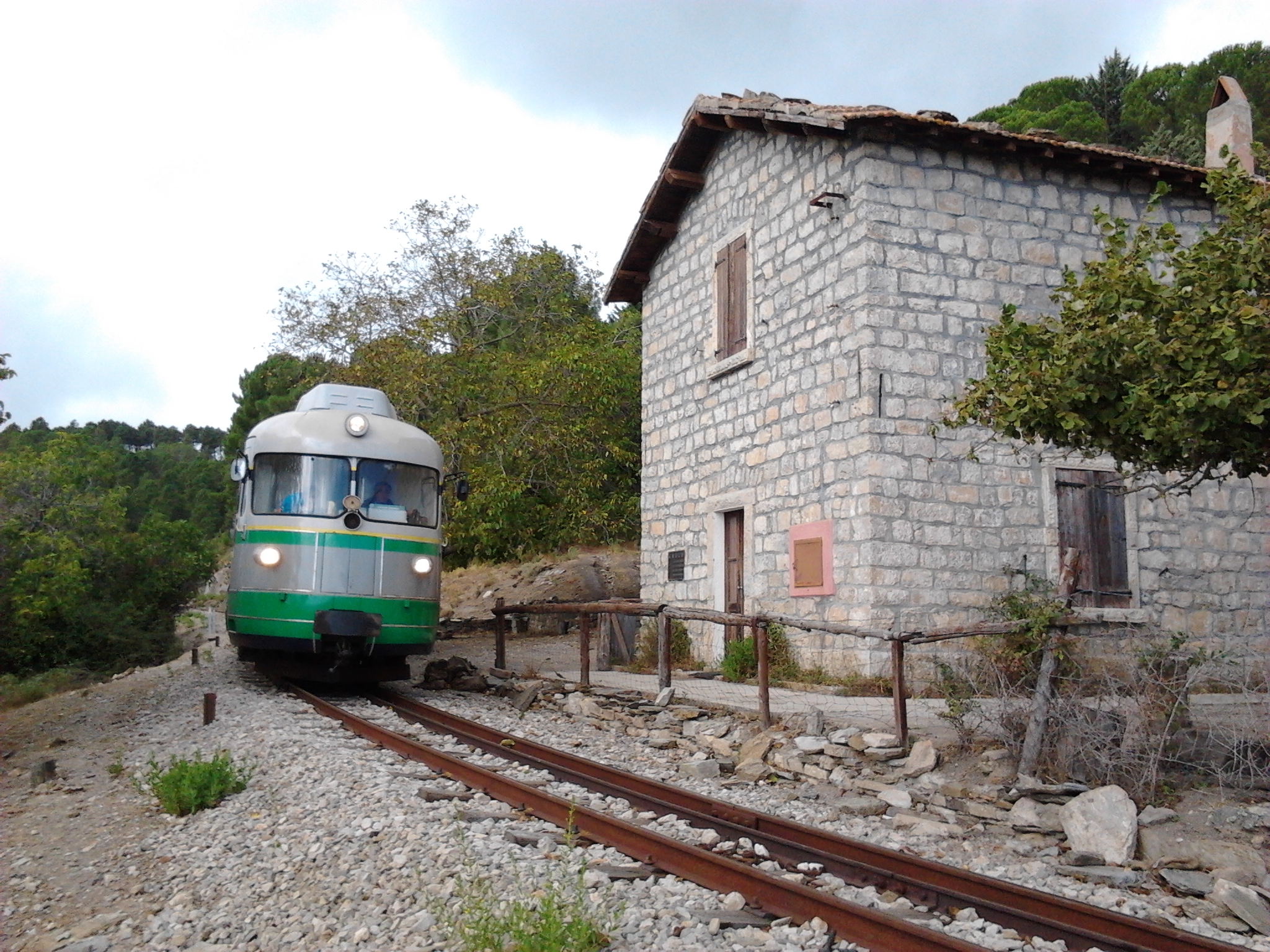
Convoglio del Trenino Verde in sosta nella fermata di Anulù, nel comune di Seui

La provincia  non è interessata dal passaggio di nessuna linea ferroviaria attiva per il servizio viaggiatori o merci, caso unico in Sardegna e nell'intera Italia (ma va ricordato che, fino al 2001, il territorio di questa provincia era parte della provincia di Nuoro); le stazioni più vicine erano quelle di Nuoro e di Isili, entrambe gestite dall'ARST.
L'Ogliastra è però attraversata dalla linea Mandas-Arbatax, chiusa al traffico passeggeri nel 1997 e da allora utilizzata esclusivamente come linea turistica del Trenino Verde dall'ARST: si tratta di un servizio turistico, effettuato anche con treni d'epoca e attivo soprattutto nei mesi estivi, che conduce i turisti attraverso le zone più incontaminate dell'entroterra sardo. Questa linea, realizzata tra il 1893 e il 1894, con i suoi 159 km è la più lunga ferrovia turistica d'Italia.

## Le premesse storiche all'istituzione della nuova provincia
L'origine della Provincia risale al regio editto del 4 maggio 1807 con il quale la Sardegna è stata divisa in quindici prefetture tra cui quella comprendente la regione storico-geografica dell'Ogliastra con sede a Tortolì. Nel 1821, Carlo Alberto riduce il numero delle province a dieci e sposta il capoluogo di quella di Ogliastra a Lanusei, che con Editto del 27 giugno 1837 diviene anche sede di uno dei sette Tribunali di Prefettura dell'isola. La Provincia di Lanusei, già soggetta alla vice-intendenza di Cagliari, viene confermata anche con la riforma operata dopo la "fusione perfetta" della Sardegna al Piemonte, con la legge n. 807 del 12 agosto 1848 in base alla quale (unitamente alle province di Nuoro, Oristano e Cuglieri) rientra nella neoistituita "divisione" di Nuoro.
Con l'unità d'Italia e la legge Rattazzi n. 3702 del 23 ottobre 1859 la Sardegna viene suddivisa in sole due province e il circondario di Lanusei (sede di sottoprefettura) compreso nella provincia di Cagliari. Nel 1927 sono stati soppressi i circondari e le sottoprefetture e contestualmente istituita la Provincia di Nuoro, in cui l'Ogliastra è stata inclusa.
Lanusei è rimasta nel corso degli anni sede di Tribunale ed altri uffici pubblici statali e regionali (ASL, Comitato Regionale di Controllo).

## Istituzione delle province sarde del 2001 e successive modifiche

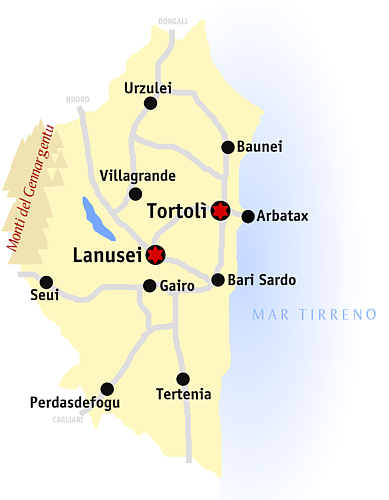
La provincia dell'Ogliastra

In seguito alla legge regionale n. 9 del 2001 e successive integrazioni fu effettuata una nuova ripartizione del territorio della Regione Autonoma della Sardegna, che portò il numero delle province da quattro a otto. Le modifiche hanno assunto piena operatività a partire dal maggio 2005, quando si sono svolte le elezioni per rinnovare tutti i consigli provinciali. La provincia dell'Ogliastra fu composta da ventitré comuni provenienti dalla Provincia di Nuoro.
In attesa della formalizzazione della scelta del capoluogo, la Giunta provinciale e gli uffici avevano sede a Lanusei, mentre il Consiglio provinciale aveva sede a Tortolì.
Dopo una lunga serie di dibattiti tra i sostenitori della conferma del modello del doppio capoluogo (con disponibilità a garantire la sede legale a Tortolì con atto deliberativo o nel preambolo dello Statuto ma non riportata al suo interno al fine di garantire la parità istituzionale tra i due centri) e i sostenitori (in testa il Comune di Tortolì) del capoluogo unico a Tortolì (o in seconda istanza della sede legale garantita dalla modifica dell'articolo 2 dello Statuto), sfociati nel tentativo di approvazione del 16 maggio 2006 e nell'occupazione dell'aula provinciale di Tortolì, era stata successivamente attivata la raccolta di firme per la richiesta di un referendum sul capoluogo unico.
Il 14 giugno 2006, a seguito di un accordo, il Consiglio provinciale ha approvato all'unanimità (e quindi con la maggioranza qualificata superiore ai 2/3 prevista dalla legge istitutiva) lo statuto dell'ente, che al titolo 1 attribuisce la qualifica di capoluogo ai comuni di Lanusei (sede della Giunta provinciale, sede del presidente) e di Tortolì (sede legale, sede del Consiglio provinciale, sede del presidente) e ferma restando la distribuzione degli uffici già presenti nei due comuni e la ripartizione degli uffici di nuova istituzione.
Il Dipartimento funzione pubblica della Presidenza del consiglio dei ministri e il Ministero dell'economia, con circolare prot. 2006/189860 del dicembre 2006, comunicò di aver definito la sigla di identificazione della Provincia in OG (sigla di Ogliastra), anche ai fini dell'immatricolazione automobilistica, confermando la sigla provvisoria già precedentemente assunta in diversi documenti e tabelle ufficiali emessi dallo Stato (Ministero degli interni, agenzia delle dogane, CIPE etc.).
Questo codice non era stato fatto rientrare nel DPR n. 133/2006 del 15 febbraio 2006 con cui erano state definite le sigle per le nuove province di Monza e Brianza, Fermo e Barletta-Andria-Trani mentre la sigla postale OG era invece stata recepita nell'ambito della revisione generale dei CAP operativa dal 20 settembre 2006, pur mantenendo provvisoriamente invariati i codici postali sia dei capoluoghi che del territorio della nuova provincia.
Coi referendum del 2012 la maggioranza dei votanti ha sostenuto la soppressione, per effetto di quattro referendum abrogativi, delle quattro province istituite nel 2001 (tra cui quella ogliastrina), oltre all'abolizione (con referendum consultivo) delle altre quattro province preesistenti. In seguito al progetto di riforma delle province in Sardegna approvato dal Consiglio regionale il 24 maggio 2012, aveva avvio l'iter di dismissione dell'ente, che con la legge regionale 15 del 28 giugno 2013 veniva commissariato a partire dal 1º luglio 2013. Con l'approvazione della legge regionale 2 del 4 febbraio 2016 veniva ufficialmente stabilita la fine della provincia, concretizzatasi il 20 aprile successivo col ritorno del territorio amministrato dall'ente alla provincia di Nuoro, ad eccezione del comune di Seui, che diviene a far parte della provincia del Sud Sardegna.
Nel 2021, con legge regionale 12 aprile, n. 7 si è proceduti nuovamente al riassetto delle province; la provincia dell'Ogliastra è così stata ripristinata assieme a quella del Medio Campidano, creando anche due nuove province (Gallura Nord-Est Sardegna e Sulcis Iglesiente) ma sopprimendone una (Sud Sardegna) e riportando di conseguenza ad otto il totale delle province, sostanzialmente le stesse di prima del 2016. L'11 giugno successivo (circa) il provvedimento è stato però impugnato dal governo nazionale e la sorte delle nuove province, a distanza di pochi mesi, risulta perciò incerta. La nuova norma regionale è stata impugnata dal governo nazionale e, perciò, sarà la Consulta a pronunciarsi sulla sua legittimità costituzionale.

## Simboli
Lo stemma provinciale è stato adottato nel 2008.

## Economia

### Industrie
Gli insediamenti industriali in Ogliastra sono presenti nel territorio di Tortolì che dal 1962 ospita l'area industriale di Baccasara, nata come supporto logistico della cartiera di Arbatax. Il Consorzio di Industrializzazione di Tortolì-Arbatax provvide alle infrastrutture, tra cui la costruzione di un commerciale ed industriale, la sottostazione di Baccasara dell'energia elettrica, il depuratore consortile delle acque reflue ed il sistema di adduzione delle acque industriali.
Nel 1992, alla cessazione della produzione dell'industria cartaria è stato avviato un processo di riconversione industriale. Il cantiere dell'Intermare Sarda nel porto di Arbatax è stato trasformato in stabilimento di produzione della Saipem (produzione cantieristica per l'industria petrolifera).
Di supporto alla Saipem ci sono le cosiddette "industrie separate" che ricevono commesse internazionali legate al settore delle raffinerie di petrolio, la più importante di queste è la Saldimpianti s.r.l. 
L'agglomerato industriale di Tortolì è stato suddiviso in lotti per nuovi insiedamenti, privilegiando le piccole e medie imprese e l'artigianato del territorio.
A Ulassai è inoltre presente un parco eolico gestito dalla Sardaeolica, con una produzione di circa 61 aerogeneratori pari a 300  MW grazie ad un aumento di 13 aerogeneratori,di questi 5 si sono sommati ai 48 iniziali a Ulassai e 8 nuovi nel paese di Perdasdefogu.
A Perdasdefogu è presente inoltre il Poligono sperimentale e di addestramento interforze, con attività missilistiche e spaziali, alle quali sono di supporto i comparti delle industrie Vitrociset. Dal 2021 sempre all'interno dell'area industriale del poligono è attiva l'industria di alta tecnologia dello Space Propulsion Test Facility di Perdasdefogu.

### Turismo
Il turismo in Ogliastra è variegato, esiste il turismo del mare, presente nei comuni costieri da Baunei a Tertenia, e un turismo montano che riguarda in particolare, realtà rinomate come Ulassai, per via del gran numero di vie d'arrampicata, delle imponenti grotte e cascate, e dell'arte di Maria Lai espressa grazie a un circuito museale diffuso. A Ussassai e Villagrande Strisaili è presente un turismo legato alle diverse piscine naturali che attrae ogni anno centinaia di visitatori.
Dal 2021 il comune di Lanusei ospita annualmente a settembre una tappa del Festival del turismo responsabile IT.A.CÀ..
Arrampicata :

### Agricoltura e pastorizia
In Ogliastra è molto radicata la tradizione dell'allevamento degli ovini e nelle zone montane dei bovini. Solitamente l'allevamento rispetta la tradizionale pratica del pascolo brado.
Negli ultimi anni diversi giovani hanno ripreso a occuparsi di agricoltura. Sono attivi diversi progetti agroforestazione e di agricoltura organica rigenerativa.  

## Società
La società ogliastrina è pressoché agropastorale, sia nei paesi di montagna che in quelli del mare, ad eccezione di Tortoli che conserva meglio la tradizione della pesca. Il territorio ha subito un isolamento plurisecolare, essendo sino alla fine dell'Ottocento privo di strade e collegamenti ferroviari, da un lato ha conservato degli aspetti positivi che vanno ricercati nella creatività manuale femminile del telaio, delle forme del pane pintau, dall'altra in senso negativo poiché il sistema pastorale imponeva all'uomo di trascorrere molto tempo della sua vita a badare al bestiame, spesso divenendo vittima o fautore di furti, grassazioni, bardane, poi bandito, e conservando un primato del quale la zona è tristemente conosciuta, ancora oggi infatti a questa logica in numerosi centri della provincia si registrano gravi atti di violenza efferata, come omicidi, assalti ai portavalori, attentati di vario genere e sequestri di persona. Da questo ambiente fortemente turbolento la cultura ha restituito grandi nomi dell'arte, della politica, della magistratura quali Maria Lai, Stanis Dessy, Francesco Cannas, Anselmo Contu ecc., .

## Longevità in Ogliastra
L'Ogliastra appartiene alle cosiddette Zona blu della longevità Internazionale, assieme a Okinawa in Giappone, Ikaria in Grecia e Nicoya in Costa Rica. Essendo una delle aree più contigue al Gennargentu, i centri abitati godono di aria pulita e di alimentazione sana e frugale. La società di tipo agropastorale inoltre vede l'anziano come un saggio e non come un peso, da sempre in tutta la zona; nella zona dell'Ogliastra della Blue Zone si riscontra un'elevatissima densità di ultranovantenni e ultracentenari, che nell'ambito maschile è la più elevata del globo. Questo fenomeno ha dato luogo a vari studi sulla provenienza degli ogliastrini, rilevando nel loro DNA collettivo delle forti relazioni con quello degli antichi nuragici.
Villagrande Strisaili (con la frazione di Villanova) detiene il Primato Mondiale di longevità maschile: dal dopoguerra al 2011, si sono registrati 32 ultracentenari, a cui si sono aggiunti altri 4 ultracentenari nel 2012 e nel 2013. Celebre fu il caso di Damiana Sette, morta a 107 anni.
La longevità ogliastrina viene accennatata dall'Angius Casalis già nell'Ottocento.
A Arzana la coppia composta da Raffaela Monni, che aveva compiuto 109 anni, con il marito Angelo Stochino (fratello di Samuele Stochino) anche lui morto a 100 anni, sono tra le coppie inserite nel Guinness dei primati.
A Perdasdefogu invece ha avuto due Guinness dei primati: il primo riguarda la famiglia più longeva del mondo, nella quale sino al 6 giugno del 2015 era presente la capostipite Consola Melis di 107 anni, il secondo nel 2022 riguarda tutto il paese, diventato il Paese più longevo del Mondo con 8 centenari su 1 700 abitanti. Nel piccolo paese di Osini tra il 2024 e il 2025 con una popolazione di 692 abitanti si sono registrati 7 centenari, facendo del paese tra i più longevi del pianeta.
Oltre ai centri già citati, vanno ricordati a pieno titolo per la longevità anche i comuni di Baunei, Urzulei, Ulassai, Talana, Triei.

## Gastronomia

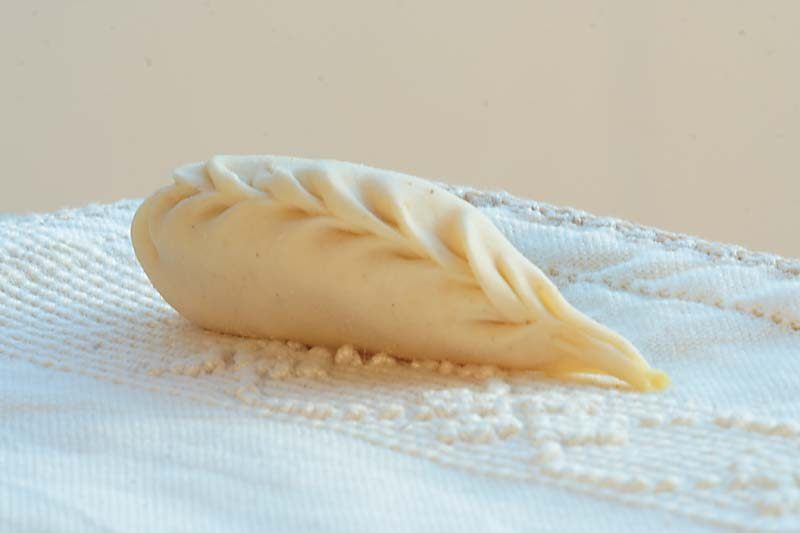
Culurgione d'Ogliastra

L'Ogliastra è conosciuta maggiormente per i culurgiones, tale tradizione poi è stata adottata in buona parte dell'isola, oltre a questi ultimi sono tipici i gattulis di Villagrande Strisaili, su pistocu, la Paniscedda, le seadas, la cocoi prena, la cocoi de corcoriga detta anche "Angule", su casu agedu, su Cagliu o Cagiu, su casu martzu.
Il vino ogliastrino è soprattutto il Cannonau, ed è famosa in tutto il mondo per le produzioni del Cannonau di Sardegna Jerzu.
Poiché la zona vanta il più grande numero di capre di tutta l'isola, circa (50000 capi), conserva ancora una produzione di formaggio caprino molto pregiata, dalla quale se ne ricavano delle peculiatità quali su Casu Agedu e su Casu marsu.
Sino agli anni quaranta del Novecento, nei centri montani dell'Ogliastra era uso realizzare il cosiddetto "pane ispeli" o "pane e landi" ovvero il pane di ghiande.

## La cultura

### Launeddas in Ogliastra
In Ogliastra le launeddas si chiamano propriamente "Bisonas" o "Pisonas", dell'areale intero non si conosce uno stile e un repertorio autoctono rispetto alle ritmiche del vicino Sarrabus, ma si ha notizia di suonatori nati e vissuti in questa regione e attivi musicalmente quasi da sempre, l'unica scuola considerata di interesse significativo è legata alla figura di Raffaele Loi di Triei, amico corale del suonatore villaputzese Antonio Lara, anche lui di origini ogliastrine, che trasferì al nipote Dante Tangianu e quest'ultimo al figlio Roberto, Roberto assai conosciuto oltre che per la sua abililità di suonatore, anche per la professione di giornalista e uomo di spettacolo. I suonatori contemporanei vanno ricercati tra i comuni di Loceri, Jerzu e Tertenia. L'usanza dello strumento a differenza di tutti gli altri areali sardi, è conosciuto per tutte le processioni religiose e per i balli popolari in tutta l'Ogliastra, ma per buona parte dei casi i suonatori provenivano soprattutto dal Sarrabus.

### Canto a tenore
La pratica del canto a tenore in Ogliastra si chiama "A Ponne Passu", la si può individuare esclusivamente nei paesi del versante nord, quindi presso Urzulei, Baunei, Talana, Villagrande Strisaili, Lanusei, ognuno dei quali conserva un suo specifico stile, comunemente detto "Tragiu".

## Istituzioni religiose
- Diocesi di Lanusei

## Banditismo ogliastrino
l'Ogliastra, per via dell'isolamento prurisecolare, è forse stata la Barbagia più cruenta di tutte; la piaga del banditismo ha avuto sfogo sin dall'Ottocento ed in particolare nei paesi della montagna, ancora oggi si menzionano figure del territorio di rilevanza non solo zonale ma nazionale.
Criminali famosi legati al banditismo vissuti nel Novecento:
- Pasquale Stochino nativo di Arzana (superlatitante dal 1972 al 2013)
- Pietro Piras nativo di Arzana
- Attilio Cubeddu nativo di Arzana;(superlatitante dal 1997)
- Raffaele Arzu nativo di Talana;(superlatitante dal 2002 al 2007)
- Samuele Stochino nativo di Arzana. Ucciso nella latitanza.
- Raimondo Pirarba nativo di Arzana, ucciso in uno scontro a fuoco con i carabinieri nella latitanza.
- Marcello Ladu nativo di Villagrande Strisaili, (superlatitante dal 1999 al 2001)

Criminali non legati al banditismo vissuti nel Novecento
- Maria Ausilia Piroddi nativa di Lanusei

Criminali famosi legati al banditismo vissuti nell'Ottocento:
- Francesco Usai, (Meurra), nativo di Ulassai, bandito dal 1882 al 1883. Fu accusato della grassazione a Montenarba.
- Antonio Cannas, (Tripanti), nativo di Ulassai, ucciso nella latitanza nel 1827, fu accusato di 11 omicidi.
- Fratelli Puddu (Billeddu) (Liberato, Giovanni, Valentino, Antonio) nativi di Ulassai, condannati a morte per impiccagione per aver assassinato 5 persone e svariati furti, nella piazza Barigau nel medesimo paese nel 1828.

## Sequestri
- Sequestro di Silvia Melis

In Ogliastra sono accadute le stragi più cruente della storia sarda, di queste vengono menzionate:
- Strage di Lanusei 1971
- Strage di Jerzu 1896
- Strage di Jerzu 1925
- Strage di Ilbono 1894
- Strage di Monte Maore Villagrande Strisaili 1949
- Strage di Urzulei 1961

## Carnevale ogliastrino

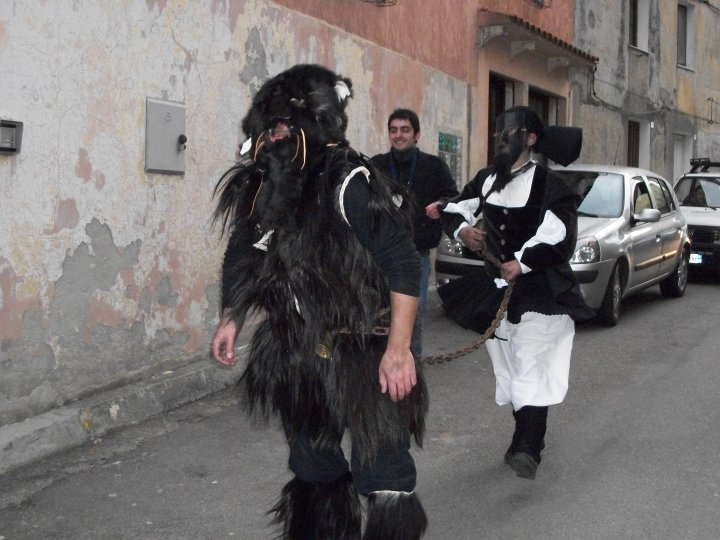
Scene del carnevale di Ulassai denominato Su Maimulu

Nell'Ogliastra settentrionale il carnevale viene definito su Maimone, mentre nei due centri interni dell'Ogliastra centrale, cioè della Valle del Pardu, (Ulassai, Gairo) il carnevale viene denominato Su Maimulu.
Le maschere tipiche, però al giorno d'oggi si trovano solo ad Ulassai. La maschera principale ha lo stesso nome della manifestazione cioè su Maimulu, costituita da una grossa pelle e diversi campanacci sulla schiena è seguita dalle altre maschere quali: sa Ingrastula, sa Martinicca, il fantoccio "su Martisberri", s'ursu e un numeroso gruppo di Assogadoris. Termina il giorno di martedì grasso "Martisberri" con la condanna del fantoccio e la sua aspersione nel grande fuoco "Da studi di Damiano Rossi".
Nel paese di Seui il giorno dei fuochi in onore di sant'Antonio, esce la maschera tipica de sa "Mamulada", tale maschera è costituita da un abbigliamento particolare, mastrucche e pelli di montone, con numerosi campanacci nella schiena, scorrazza per le vie del paese suonando con una particolare conchiglia, accompagnata da un numeroso gruppo di maschere della stessa foggia, il carnevale seuese termina il martedì Grasso "Martis de erri".
Anche nel paese di Ussassai nel periodo di carnevale "Santu Musconi" escono a questuare per le vie del paese diversi giovani mascherati, con sé portano un asinello dove depositare i doni ricevuti.
Le stesse dinamiche carnevalesche erano in voga anticamente anche nei paesi di Gairo e Tertenia, ora però da diverso tempo non sono state più praticate.
Gli altri carnevali ogliastrini non conservano le maschere antiche ma altrettanto conservano un grande spirito carnevalesco.
I carnevali maggiori con carri allegorici di tipo moderno sono presenti a Tortolì, Lanusei, Cardedu, Barisardo e Jerzu.

## Arte in Ogliastra
L'arte in Ogliastra va collocata sostanzialmente in tre paesi ben precisi: Ulassai, Tortolì e Tertenia.
Ulassai e Tortolì riguardano sostanzialmente il percorso dell'arte contemporanea, mentre Tertenia riguarda in particolare la figura di Albino Manca.
Tortolì si affaccia all'arte contemporanea intorno agli inizi degli anni 1990-91, attraverso il museo diffuso Museo Su logu de s'iscultura disseminato nel territorio, il quale comprende opere di artisti di fama internazionale quali Maria Lai, Hidetoshi Nagasawa, Mauro Staccioli, Massimo Kaufman, e diversi altri. Alcune opere sono tuttavia state rovinate dai vandali e altre completamente distrutte. 
A Ulassai a partire dall'evento di Legarsi alla montagna realizzato da quasi tutti gli abitanti del paese si è dato vita al Museo all'aperto Maria Lai, un percorso di opere sparse nel territorio ulassese da parte dell'artista e anche di altri artisti di fama internazionale. A Ulassai si è aggiunto anche il Museo di Arte Contemporanea la Fondazione Stazione dell'arte, in onore a Maria Lai, il museo sin dagli esordi propone convegni e mostre d'arte di alto livello. A Ulassai si celebra ogni anno gli ormai noti "Festival dei Tacchi" e il "Filo bianco" nei quali si esibiscono personaggi noti del mondo del teatro e della musica di livello nazionale. Dal 2021 si è aggiunto il Museo Camuc all'interno del paese come costola creativa oltre che espositiva della Fondazione Stazione dell'arte, portando dal 2024, artisti nazionali e internazionali come Joan Mirò e altri.
A Tertenia è presente il "Museo Civico Albino Manca" che contiene una vasta collezione delle opere dell'artista.

## Musei e collezioni pubbliche

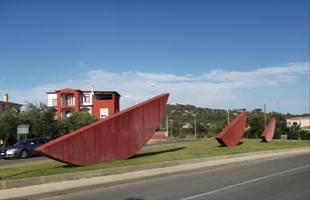
Scultura di Mauro Staccioli 1995, Viale Europa, Arbatax, Tortolì.

- Museo del Mare Torre di San Miguel Tortolì Arbatax
- Centro Museale ex Blocchiera Falchi, Tortolì
- Museo Su logu de s'iscultura Tortolì
- Stazione dell'arte Ulassai Museo Arte Contemporanea[13]
- Museo all'aperto Maria Lai Ulassai
- Collezione fotografica Virgilio Lai a Ulassai
- Museo Albino Manca Tertenia
- Museo Diocesano Lanusei
- Museo Civico Franco Ferrai Lanusei
- Percorso Museale Sehuense Seui
- Museo sa Domu e s'Olia Loceri
- Museo Storico Etnografico Baunei
- Osservatorio astronomico Ferdinando Caliumi a Gairo
- Museo andalas de memoria a Urzulei

## Monumenti e edifici storici

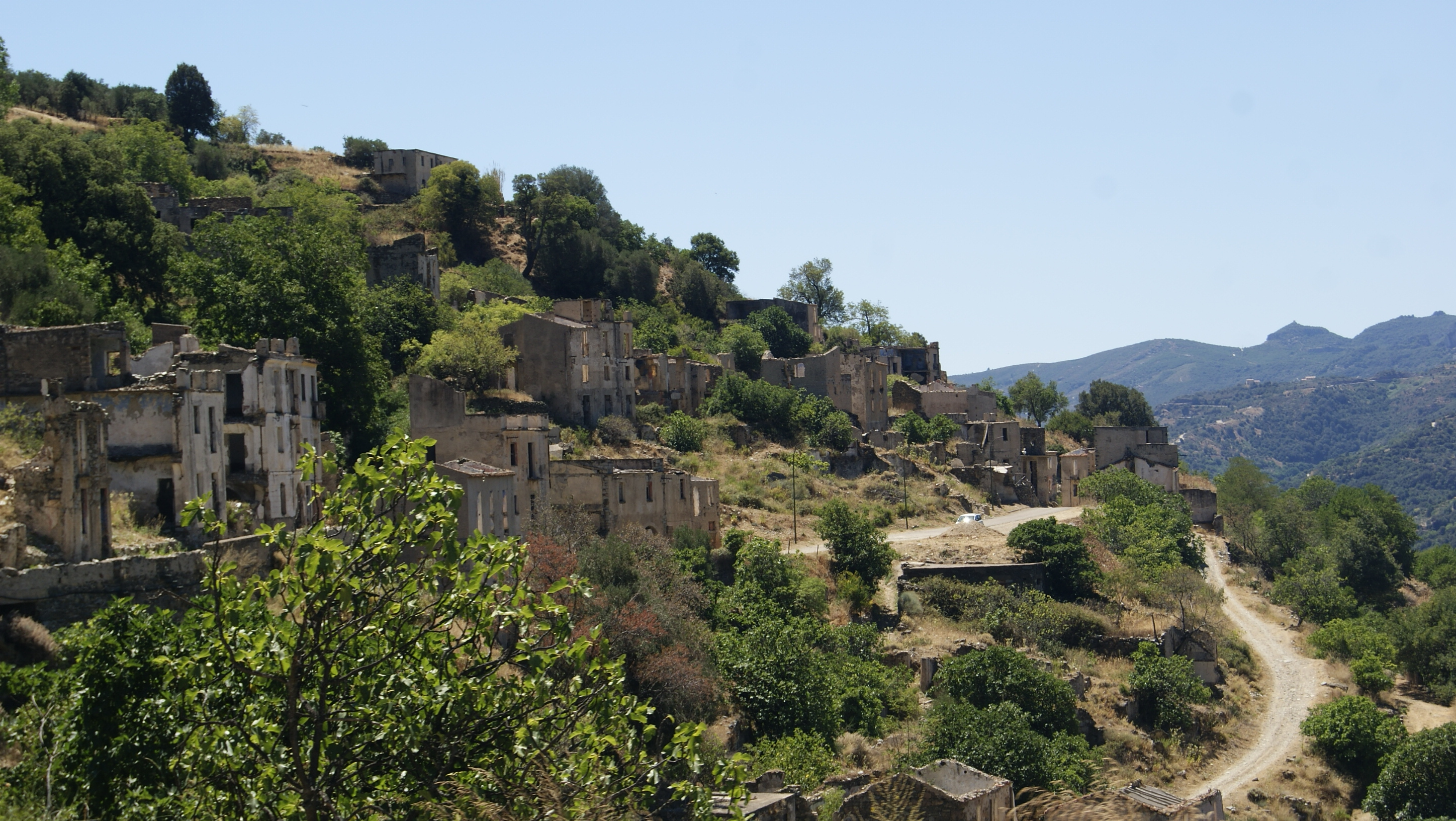
Rovine di Gairo Vecchio

- Cattedrale di Santa Maria Maddalena Lanusei
- Palazzo Piroddi Lanusei
- Lavatoio Comunale di Ulassai
- Palazzo Comunale (Ulassai)
- Beata Vergine del Monserrato Bari Sardo
- Chiesa di Sant'Andrea Apostolo (Tortolì)
- Episcopio Palazzo dei Conti Quigini-Puliga Tortolì
- Chiesa San Antonio Abate XII sec Tortolì

## Archeologia in Ogliastra

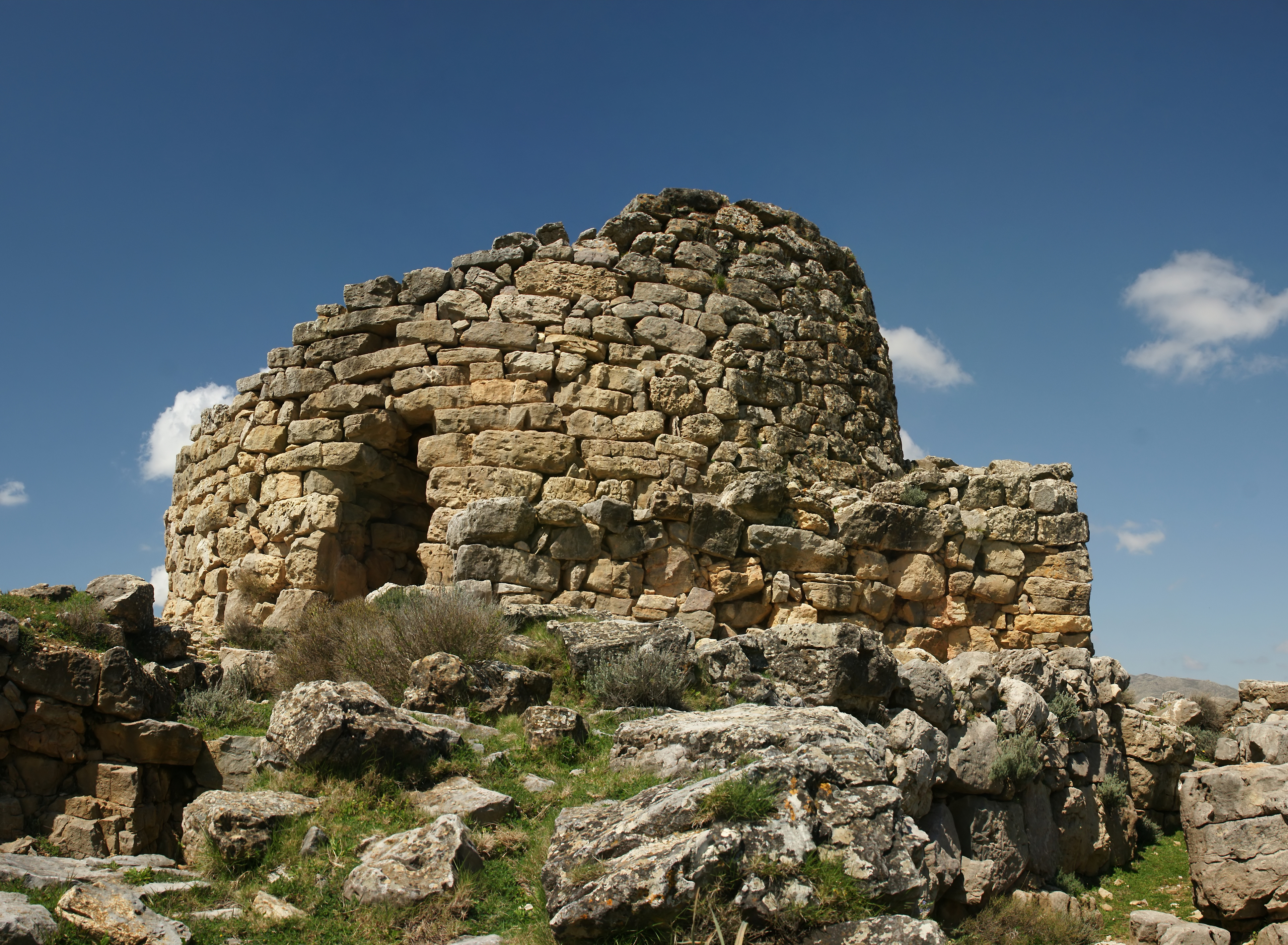
Nuraghe di Ardasai a Seui

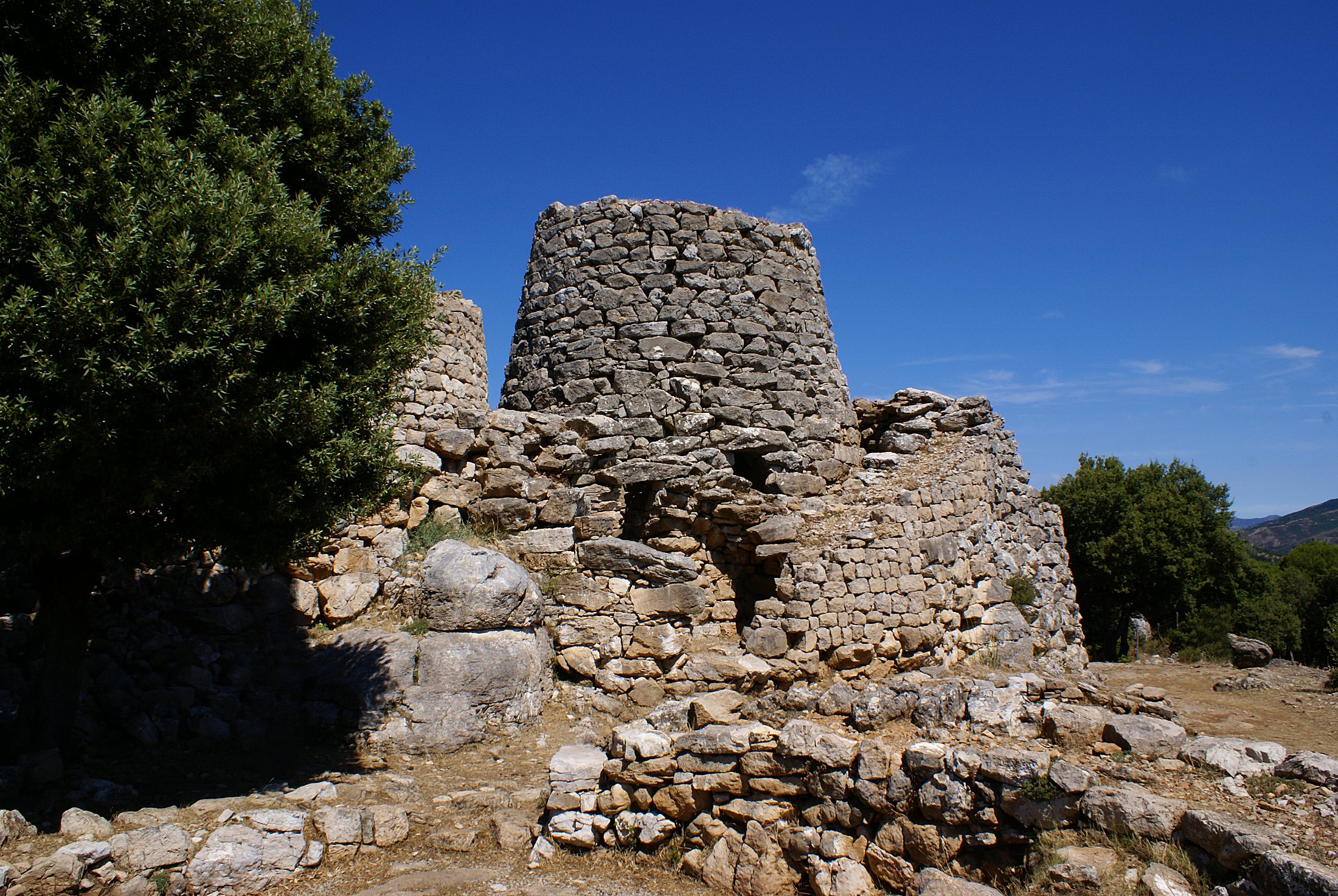
Nuraghe di Serbissi di Osini

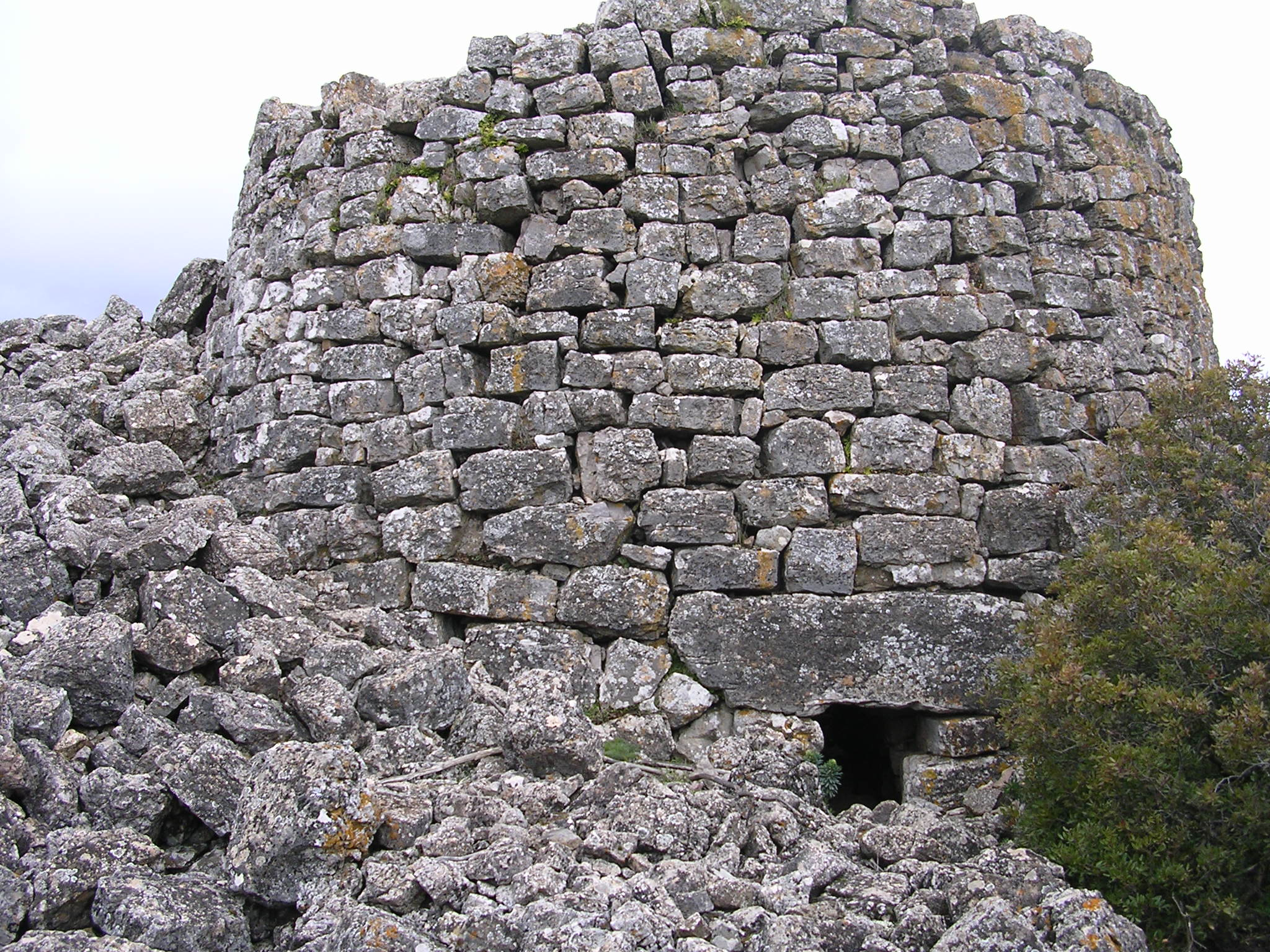
Nuraghe s'Ulimu di Ulassai

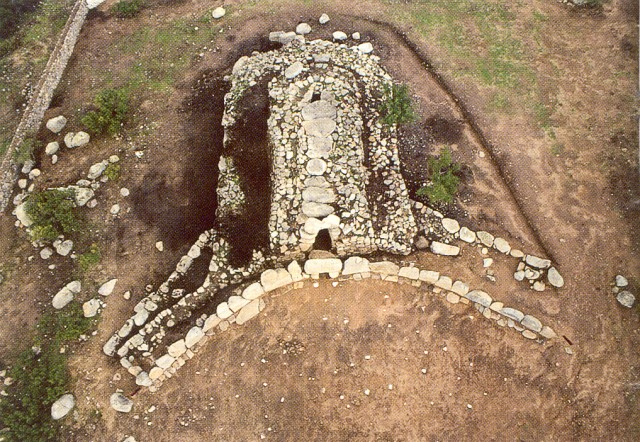
Tomba dei giganti, loc. Osono - Triei

Del periodo nuragico si sono individuate alcune etnie guerresche e autoctone delle montagne dell'Ogliastra, gli Iliensi, suddivisi sostanzialmente in quattro tribù:
- Cunusitani, avevano i loro territori da Fonni in giù, verso Talana e Villagrande Strisaili.
- Sossinati, da Dorgali in giù verso Baunei, Urzulei, sino alle campagne di Tortolì.
- Celsitani, avevano i loro territori dal Gennargentu di Arzana in giù, sino a tutto l'attuale territorio di Osini, Gairo e nei Tacchi settentrionali di Ulassai.
- Gallilensi, da Esterzili, i tacchi meridionali di Ulassai e tutto il territorio di Jerzu.

Il territorio che era sotto l'amministrazione dell'ente è assai popolato di siti archeologici di rilievo, in parte tutelati da cooperative archeologiche, altri ancora da valorizzare.
Sono presenti sul territorio nuraghi, pozzi sacri, templi Mégaron, tombe dei giganti, domus de janas, dolmen, menhir e sparsi presso questi, diversi villaggi di capanne nuragiche.
Oltre al periodo nuragico sono di particolare rilievo i resti dei castelli e delle torri d'avvistamento delle varie dominazioni successive del periodo medievale e dei vari Giudicati sardi.

### Nuraghi principali e complessi nuragici
- Complesso di S'Arcu 'e Is Forros a Villagrande Strisaili
- Nuraghe Serbissi a Osini
- Nuraghe s'Ulimu a Ulassai
- Nuraghe Pranu a Ulassai
- Nuraghe S'Ortali 'e su Monti a Tortolì
- Nuraghe Ardasai a Seui
- Nuraghe Bau e Tanca a Talana
- Nuraghe Bau Nuragi a Triei
- Nuraghe Coa e serra a Baunei
- Nuraghe Gessitu a Jerzu
- Nuraghe Orruinas ad Arzana
- Nuraghe Scerì a Ilbono
- Nuraghe Selene a Lanusei
- Nuraghe Ulleri a Tertenia
- Nuraghe Corru Trabutzu a Villagrande Strisaili
- Villaggio nuragico Or Murales a Urzulei

### Pozzi sacri
- Tempio a pozzo Su Presoni a Cardedu
- Pozzo sacro Sa Brecca a Tertenia
- Pozzo sacro Is Cramoris a Perdasdefogu

### Domus de janas
- Necropoli di Tracucu a Lotzorai
- Domus de janas Sa Crabiola a Ulassai
- Domus de janas Monte Arista a Cardedu
- Domus de janas Su Rettore a Bari Sardo

### Dolmen
- Dolmen di Mogola e Seroni a Ulassai

### Tombe dei giganti
- Tombe dei giganti della provincia dell'Ogliastra
- Tomba dei giganti di Osono a Triei
- Tomba dei giganti Sa Carcaredda a Villagrande Strisaili
- Tomba dei giganti Truculu a Ulassai-Osini
- Tomba dei giganti Selene a Lanusei
- Tomba dei giganti Genna e Pauli a Ulassai
- Tomba dei giganti Is Iligir ladas a Ulassai
- Tomba dei giganti S’ Arena a Urzulei
- Tomba dei giganti Bau e tanca a Talana
- tomba dei giganti Nercone a Talana

### Tempio megaron
- Tempio Megaron S'Arcu e is Forros a Villagrande Strisaili

### Menhir
- Menhir di Cea a Tortolì
- Menhir di fronte alla tomba di giganti di S'Ortali ’e su Monte a Tortoli
- il menhir di Is Cannas aTalana

### Età giudicale
- Castello di Medusa a Lotzorai
- Torre di San Miguel a Tortolì
- Torre di San Giovanni a Tertenia
- Torre del periodo aragonese di Bari Sardo

## Evoluzione demografica
Abitanti censiti

## Amministrazione

### Elenco dei presidenti
| Periodo          | Periodo          | Presidente            | Partito             | Carica                     | Note |
| ---------------- | ---------------- | --------------------- | ------------------- | -------------------------- | ---- |
| 9 maggio 2005    | 31 maggio 2010   | Pier Luigi Carta      | Partito Democratico | Presidente della Provincia |      |
| 31 maggio 2010   | 1º luglio 2013   | Bruno Pilia           | Partito Democratico | Presidente della Provincia |      |
| 1º luglio 2013   | 31 dicembre 2014 | Antonello Ghiani      | -                   | Commissario regionale      |      |
| 31 dicembre 2014 | 20 aprile 2016   | Maria Gabriella Mulas | -                   | Commissario regionale      |      |

### Comuni
La provincia dell'Ogliastra comprende 22 comuni, dei quali due, Lanusei e Tortolì, aventi il titolo di Città (Italia). Tutti provenienti dalla provincia nuorese, vi tornarono tutti (eccetto il comune di Seui) alla soppressione della provincia.
| Comuni                   | Abitanti | Superficie km² | Densità ab/km² | Altitudine m s.l.m. | Stemma | Reddito medio IRPEF2005€ |
| ------------------------ | -------- | -------------- | -------------- | ------------------- | ------ | ------------------------ |
| Arzana                   | 2 478    | 162,60         | 15,24          | 672                 |        | 14 172                   |
| Bari Sardo               | 4 003    | 37,53          | 106,66         | 51                  |        | 14 904                   |
| Baunei                   | 3 685    | 216,45         | 17,02          | 480                 |        | 13 711                   |
| Cardedu                  | 1 835    | 32,33          | 56,75          | 49                  |        | 12 892                   |
| Elini                    | 570      | 10,90          | 52,29          | 472                 |        | 12 293                   |
| Gairo                    | 1 463    | 78,46          | 18,65          | 670                 |        | 14 650                   |
| Girasole                 | 1 272    | 12,98          | 97,99          | 10                  |        | 15 945                   |
| Ilbono                   | 2 163    | 30,91          | 69,98          | 400                 |        | 14 123                   |
| Jerzu                    | 3 177    | 102,61         | 30,96          | 450                 |        | 15 241                   |
| Lanusei                  | 5 431    | 53,38          | 106,07         | 595                 |        | 16 667                   |
| Loceri                   | 1 268    | 19,31          | 65,67          | 206                 |        | 13 110                   |
| Lotzorai                 | 2 218    | 16,84          | 131,71         | 11                  |        | 13 764                   |
| Osini                    | 819      | 39,68          | 20,64          | 645                 |        | 12 584                   |
| Perdasdefogu             | 2 018    | 77,09          | 26,18          | 600                 |        | 17 008                   |
| Talana                   | 1 065    | 117,92         | 9,03           | 682                 |        | 13 031                   |
| Tertenia                 | 3 893    | 117,77         | 33,06          | 129                 |        | 13 246                   |
| Tortolì                  | 11 076   | 39,97          | 277,11         | 13                  |        | 17 024                   |
| Triei                    | 1 120    | 28,54          | 39,24          | 140                 |        | 12 533                   |
| Ulassai                  | 1 509    | 122,11         | 12,35          | 775                 |        | 14 091                   |
| Urzulei                  | 1 267    | 129,92         | 9,75           | 511                 |        | 14 014                   |
| Ussassai                 | 593      | 47,30          | 12,54          | 710                 |        | 14 627                   |
| Villagrande Strisaili    | 3 324    | 210,80         | 15,77          | 680                 |        | 15 282                   |
| Provincia dell'Ogliastra | 56 257   | 1 854          | 31,06          |                     |        | 15 083                   |